# For Emma, Forever Ago
For Emma, Forever Ago – debiutancki album studyjny zespołu Bon Iver. Latem 2007 roku został wydany własnym sumptem, a w 2008 wydały go także Jagjaguwar (USA, 19 lutego 2008) i 4AD (Wielka Brytania, 12 maja 2008).

## Tło
Album został nagrany niemal przez samego Vernona, który podłamany rozwiązaniem poprzedniego zespołu, DeYarmond Edison, zamknął się w leśnym studiu w Medford w stanie Wisconsin na trzy miesiące. Pierwsze wydania pojawiły się już w lipcu 2007 i powoli zaczęły przykuwać uwagę mediów.

## Odbiór
Płyta otrzymała bardzo pozytywne recenzje, zdobywając 88 punktów na 100 możliwych na stronie Metacritic.com i znalazła się na większości list podsumowujących rok 2007 lub 2008.

## Lista utworów
Wszystkie utwory skomponowane przez Justina Vernona.
1. «Flume» – 3:39
2. «Lump Sum» – 3:21
3. «Skinny Love» – 3:59
4. «The Wolves (Act I and II)» – 5:22
5. «Blindsided» – 5:29
6. «Creature Fear» – 3:06
7. «Team» – 1:57
8. «For Emma» – 3:41
9. «re: Stacks» – 6:41
10. «Wisconsin» – 5:24 (utwór bonusowy w iTunes)

## Personel
Zespół
- Justin Vernon: wokal, gitara, inżynier dźwięku

Dodatkowi muzycy
- Christy Smith – wokal, perkusja
- John Dehaven – trąbka
- Randy Pingrey – puzon

Produkcja
- Nick Petersen – mastering

Design
- Brian Moen – kierownictwo artystyczne
- Griszka Niewiadomski – fotografie
- Deb Sorge – ręcznie pisane litery
- Daniel Murphy – układ
- Gilbert Vernon – fotografie